# 黄承祥
黄承祥（1944年10月—），男，汉族，浙江余姚人，中华人民共和国政治人物，曾任北京市政协副主席、党组副书记。